# Văleni (Geoagiu), Hunedoara
Văleni (maghiară Valény) este un sat ce aparține orașului Geoagiu din județul Hunedoara, Transilvania, România.